# Liste der Kulturdenkmale in Berlin-Staaken

Lage von Staaken in Berlin

In der Liste der Kulturdenkmale von Staaken sind die Kulturdenkmale des Berliner Ortsteils Staaken im Bezirk Spandau aufgeführt. Sonstige Denkmäler (künstlerisch gestaltete Monumente bzw. Bauwerke zur Erinnerung) finden sich in der Liste Denkmäler in Spandau.

## Denkmalbereiche (Ensembles)
| Nr.      | Lage                                                              | Offizielle Bezeichnung                                                                                      | Bestandteile                                                                  | Bild                                                                       |
| -------- | ----------------------------------------------------------------- | --- | ----------------------------------------------------------------------------- | -------------------------------------------------------------------------- |
| 09080580 | Hauptstraße 6, 12, 15–16, 33, 35, 36 Nennhauser Damm 72/78 (Lage) | Dorfkern Alt-Staaken Baudenkmale siehe: Hauptstraße 6, 12, 15–16, 33, 35, 36 Nennhauser Damm 72, 74, 76, 78 | Weitere Bestandteile des Ensembles:                                           | Weitere Bestandteile des Ensembles:                                        |
| 09080580 | Hauptstraße 6, 12, 15–16, 33, 35, 36 Nennhauser Damm 72/78 (Lage) | Dorfkern Alt-Staaken Baudenkmale siehe: Hauptstraße 6, 12, 15–16, 33, 35, 36 Nennhauser Damm 72, 74, 76, 78 | 09080582 – Hauptstraße / Nennhauser Damm, Dorfanger mit sowjetischem Ehrenmal |                                                                            |
| 09080580 | Hauptstraße 6, 12, 15–16, 33, 35, 36 Nennhauser Damm 72/78 (Lage) | Dorfkern Alt-Staaken Baudenkmale siehe: Hauptstraße 6, 12, 15–16, 33, 35, 36 Nennhauser Damm 72, 74, 76, 78 | 09080581 – Hauptstraße, Straßenprofil mit Pflasterung                         |                                                                            |
| 09085600 | Heerstraße 467 Reimerweg 9/11 Weinmeisterhornweg 210 (Lage)       | Gut Amalienhof Baudenkmal siehe: Reimerweg 11                                                               | 1836–1900, Bestandteile des Ensembles waren einst Teil einer Gesamtanlage.    | 1836–1900, Bestandteile des Ensembles waren einst Teil einer Gesamtanlage. |
| 09085600 | Heerstraße 467 Reimerweg 9/11 Weinmeisterhornweg 210 (Lage)       | Gut Amalienhof Baudenkmal siehe: Reimerweg 11                                                               | Weitere Bestandteile des Ensembles:                                           |                                                                            |
| 09085600 | Heerstraße 467 Reimerweg 9/11 Weinmeisterhornweg 210 (Lage)       | Gut Amalienhof Baudenkmal siehe: Reimerweg 11                                                               | 09085026 – Heerstraße 467, Gutspark mit Eiskeller (?), nach 1865              |                                                                            |
| 09085600 | Heerstraße 467 Reimerweg 9/11 Weinmeisterhornweg 210 (Lage)       | Gut Amalienhof Baudenkmal siehe: Reimerweg 11                                                               | 09085027 – Heerstraße 467, Verwalterhaus, um 1895–1900                        |                                                                            |
| 09085600 | Heerstraße 467 Reimerweg 9/11 Weinmeisterhornweg 210 (Lage)       | Gut Amalienhof Baudenkmal siehe: Reimerweg 11                                                               | 09085029 – Reimerweg 9/11, Die nördliche Zufahrt begleitende Baumreihe        |                                                                            |
| 09085600 | Heerstraße 467 Reimerweg 9/11 Weinmeisterhornweg 210 (Lage)       | Gut Amalienhof Baudenkmal siehe: Reimerweg 11                                                               | 09085028 – Weinmeisterhornweg 210, westliches Gutstor, um 1895–1900           |                                                                            |
| 09085600 | Heerstraße 467 Reimerweg 9/11 Weinmeisterhornweg 210 (Lage)       | Gut Amalienhof Baudenkmal siehe: Reimerweg 11                                                               | Stall und Remisengebäude, um 1865–1870                                        |                                                                            |

## Gesamtdenkmale
| Nr.      | Lage | Offizielle Bezeichnung                                                    | Bestandteile | Bild |
| -------- | --- | ------------------------------------------------------------------------- | --- | ---- |
| 09085438 | Am Heideberg 1–54 Am Kleinen Platz 1–24 Am Krug 2/12 Am Krummen Weg 1–21 Am Kurzen Weg 2/20, 21–32 Am Kleinen Platz 1–24 Am Langen Weg 1–105 Beim Pfarrhof 2–55 Eichholzbahn 40/110 Eschenwinkel 1–55 Finkenkruger Weg 8/70 Hackbuschstraße 3/67 Heidebergplan 2–11 Kirchplatz 1–7 Torweg 41–93A Ungewitterweg 31–74 Zwischen den Giebeln 1–27 (Lage) | Gartenstadt Staaken, Siedlung                                             | 1. Bauabschnitt, Die Gartenstadt Staaken wurde von 1914 bis 1917 von Paul Schmitthenner für die Arbeiter in den Rüstungsbetrieben erbaut (siehe auch Gartendenkmal Grünanlage der Gartenstadt). |      |
| 09085438 | Am Heideberg 1–54 Am Kleinen Platz 1–24 Am Krug 2/12 Am Krummen Weg 1–21 Am Kurzen Weg 2/20, 21–32 Am Kleinen Platz 1–24 Am Langen Weg 1–105 Beim Pfarrhof 2–55 Eichholzbahn 40/110 Eschenwinkel 1–55 Finkenkruger Weg 8/70 Hackbuschstraße 3/67 Heidebergplan 2–11 Kirchplatz 1–7 Torweg 41–93A Ungewitterweg 31–74 Zwischen den Giebeln 1–27 (Lage) | Gartenstadt Staaken, Siedlung                                             | 2. Bauabschnitt, 1926–29 von Karl Derleder |      |
| 09085438 | Am Heideberg 1–54 Am Kleinen Platz 1–24 Am Krug 2/12 Am Krummen Weg 1–21 Am Kurzen Weg 2/20, 21–32 Am Kleinen Platz 1–24 Am Langen Weg 1–105 Beim Pfarrhof 2–55 Eichholzbahn 40/110 Eschenwinkel 1–55 Finkenkruger Weg 8/70 Hackbuschstraße 3/67 Heidebergplan 2–11 Kirchplatz 1–7 Torweg 41–93A Ungewitterweg 31–74 Zwischen den Giebeln 1–27 (Lage) | Gartenstadt Staaken, Siedlung                                             | Gasleuchten |      |
| 09080597 | Am alten Gaswerk 3 (Lage) | ehem. Gaswerk der Zeppelin-Wasserstoff-Sauerstoff-Gesellschaft (Zewas)    | 7 Gebäude, 1915 |      |
| 09080596 | Heerstraße 642–658 Nennhauser Damm 159/175 (Lage) | Flachbausiedlung Staaken (Neu Jerusalem), Doppelwohnhäuser und Musterhaus | 22 Wohnhäuser, 1923–1925 von Erwin Anton Gutkind |      |
| 09080598 | Schulstraße 13–21 An der Spitze 1, 3–11 Brunsbütteler Damm 409/417, 423/435 Nennhauser Damm 158 (Lage) | ehem. Flugplatz Staaken, Kaserne des „Fliegerhorstes Staaken“             | 2 Werkstätten, Garagen, 1936 für den „Fliegerhorst Staaken“ (Schulstraße 16/20, 21) |      |
| 09080598 | Schulstraße 13–21 An der Spitze 1, 3–11 Brunsbütteler Damm 409/417, 423/435 Nennhauser Damm 158 (Lage) | ehem. Flugplatz Staaken, Kaserne des „Fliegerhorstes Staaken“             | Werfthalle, 1933–1935 für die Lufthansa |      |
| 09080598 | Schulstraße 13–21 An der Spitze 1, 3–11 Brunsbütteler Damm 409/417, 423/435 Nennhauser Damm 158 (Lage) | ehem. Flugplatz Staaken, Kaserne des „Fliegerhorstes Staaken“             | Eingangstor mit Wachen |      |
| 09080598 | Schulstraße 13–21 An der Spitze 1, 3–11 Brunsbütteler Damm 409/417, 423/435 Nennhauser Damm 158 (Lage) | ehem. Flugplatz Staaken, Kaserne des „Fliegerhorstes Staaken“             | 8 Kasernzeilen, 1935–1938 |      |
| 09080598 | Schulstraße 13–21 An der Spitze 1, 3–11 Brunsbütteler Damm 409/417, 423/435 Nennhauser Damm 158 (Lage) | ehem. Flugplatz Staaken, Kaserne des „Fliegerhorstes Staaken“             | 4 Kasernbauten um Platzanlage (heute Schule und Kita) |      |
| 09080598 | Schulstraße 13–21 An der Spitze 1, 3–11 Brunsbütteler Damm 409/417, 423/435 Nennhauser Damm 158 (Lage) | ehem. Flugplatz Staaken, Kaserne des „Fliegerhorstes Staaken“             | Heizhaus |      |
| 09080598 | Schulstraße 13–21 An der Spitze 1, 3–11 Brunsbütteler Damm 409/417, 423/435 Nennhauser Damm 158 (Lage) | ehem. Flugplatz Staaken, Kaserne des „Fliegerhorstes Staaken“             | 2 Offizierswohnhäuser, 1936 (Brunsbütteler Damm 423/429) |      |
| 09080598 | Schulstraße 13–21 An der Spitze 1, 3–11 Brunsbütteler Damm 409/417, 423/435 Nennhauser Damm 158 (Lage) | ehem. Flugplatz Staaken, Kaserne des „Fliegerhorstes Staaken“             | Feuerwache (Am Zeppelinpark 19/21) |      |
| 09080598 | Schulstraße 13–21 An der Spitze 1, 3–11 Brunsbütteler Damm 409/417, 423/435 Nennhauser Damm 158 (Lage) | ehem. Flugplatz Staaken, Kaserne des „Fliegerhorstes Staaken“             | Tankstelle (Am Zeppelinpark 12) |      |
| 09080598 | Schulstraße 13–21 An der Spitze 1, 3–11 Brunsbütteler Damm 409/417, 423/435 Nennhauser Damm 158 (Lage) | ehem. Flugplatz Staaken, Kaserne des „Fliegerhorstes Staaken“             | Flugplatz mit Flugzentrale, 1925 für die „Deutsche Sportfliegerschule“ |      |
| 09080598 | Schulstraße 13–21 An der Spitze 1, 3–11 Brunsbütteler Damm 409/417, 423/435 Nennhauser Damm 158 (Lage) | ehem. Flugplatz Staaken, Kaserne des „Fliegerhorstes Staaken“             | Pförtnerhaus, Wache, um 1938 (An der Spitze 1) |      |
| 09080598 | Schulstraße 13–21 An der Spitze 1, 3–11 Brunsbütteler Damm 409/417, 423/435 Nennhauser Damm 158 (Lage) | ehem. Flugplatz Staaken, Kaserne des „Fliegerhorstes Staaken“             | Wohngebäude, um 1926–1928 (An der Spitze 3–5) |      |

## Baudenkmale
| Nr.      | Lage                                       | Offizielle Bezeichnung                                                                            | Bestandteile | Bild |
| -------- | ------------------------------------------ | ------------------------------------------------------------------------------------------------- | --- | ---- |
| 09080595 | Brunsbütteler Damm 447/449 (Lage)          | Geschoßbau der ehem. Luftschiffwerft und des Luftschiffflughafens der Luftschiffbau Zeppelin GmbH | 1915 |      |
| 09080599 | Buschower Weg 22/32 (Lage)                 | Friedhofskapelle                                                                                  | 1910 |      |
| 09085529 | Cosmarweg 15/19 (Lage)                     | August-Hermann-Francke-Heim                                                                       | 1938 von Winfried Wendland |      |
| 09085593 | Hahnebergweg (Lage)                        | Fort Hahneberg, Befestigungsanlage                                                                | Das Fort wurde von 1882 bis 1886 als Vorfeste angelegt. Mit dieser Feste sollte die Zitadelle Spandau verteidigt werden. Im Zweiten Weltkrieg war das Fort eine Flakstellung. Das Fort wird heute museal genutzt. |      |
| 09080583 | Hauptstraße 6 (Lage)                       | Bauernhof mit Wohnhaus und Stall Bestandteil des Ensembles: Dorfkern Alt-Staaken                  | Wohnhaus, um 1850 |      |
| Stall    |                                            |                                                                                                   | |      |
| 09080585 | Hauptstraße 12 (Lage)                      | Gemeindeschule Bestandteil des Ensembles: Dorfkern Alt-Staaken                                    | 1881, Anbau 1898 |      |
| 09080586 | Hauptstraße 15–16 (Lage)                   | Bauernhof mit Wohnhaus, Scheune und Stall Bestandteil des Ensembles: Dorfkern Alt-Staaken         | um 1890 |      |
| 09080586 | Hauptstraße 15–16 (Lage)                   | Bauernhof mit Wohnhaus, Scheune und Stall Bestandteil des Ensembles: Dorfkern Alt-Staaken         | Scheune und Stall |      |
| 09080587 | Hauptstraße 33 (Lage)                      | Bauernhof mit Wohnhaus und Schmiede Bestandteil des Ensembles: Dorfkern Alt-Staaken               | um 1870 |      |
| 09080589 | Hauptstraße 35 (Lage)                      | Bauernhof mit Wohnhaus und Hofgebäude Bestandteil des Ensembles: Dorfkern Alt-Staaken             | 1870–1880 |      |
| 09080589 | Hauptstraße 35 (Lage)                      | Bauernhof mit Wohnhaus und Hofgebäude Bestandteil des Ensembles: Dorfkern Alt-Staaken             | Hofgebäude |      |
| 09080590 | Hauptstraße 36 (Lage)                      | Bauernhof mit Wohnhaus Bestandteil des Ensembles: Dorfkern Alt-Staaken                            | 1870–1880 |      |
| 09080600 | Heerstraße 691 (Lage)                      | Berliner Bär                                                                                      | 1968 von Lily Voigt |      |
| 09085666 | Magistratsweg 86 (Lage)                    | Nowakscher Hof                                                                                    | Wohnhaus, um 1830 |      |
| 09085666 | Magistratsweg 86 (Lage)                    | Nowakscher Hof                                                                                    | Stall |      |
| 09080602 | Nennhauser Damm                            | Mahnmal der Vereinigung der Verfolgten des Naziregimes (VVN)                                      | |      |
| 09080584 | Nennhauser Damm 72 (Lage)                  | Dorfkirche Alt-Staaken mit Einfriedung Bestandteil des Ensembles: Dorfkern Alt-Staaken            | Die Dorfkirche wurde von 1436 bis 1438 errichtet, nachdem der Vorgängerbau im Jahre 1433 abgebrannt war. Der Turm wurde im Jahre 1558 erbaut. Kirchhof, um 1574                                                   |      |
| 09080591 | Nennhauser Damm 74 (Lage)                  | Büdnerhaus Bestandteil des Ensembles: Dorfkern Alt-Staaken                                        | um 1850 |      |
| 09080591 | Nennhauser Damm 74 (Lage)                  | Büdnerhaus Bestandteil des Ensembles: Dorfkern Alt-Staaken                                        | Stall |      |
| 09080592 | Nennhauser Damm 76 (Lage)                  | Büdnerhaus Bestandteil des Ensembles: Dorfkern Alt-Staaken                                        | um 1870 |      |
| 09080592 | Nennhauser Damm 76 (Lage)                  | Büdnerhaus Bestandteil des Ensembles: Dorfkern Alt-Staaken                                        | Stall |      |
| 09080593 | Nennhauser Damm 78 (Lage)                  | Büdnerhaus Bestandteil des Ensembles: Dorfkern Alt-Staaken                                        | um 1850 |      |
| 09080603 | Nennhauser Damm 104 (Lage)                 | Post-Meilenstein                                                                                  | 1832 |      |
| 09085025 | Reimerweg 11 Weinmeisterhornweg 210 (Lage) | Gutshaus Amalienhof Bestandteil des Ensembles: Gut Amalienhof                                     | Herrenhaus, um 1865–1870 |      |
| 09085025 | Reimerweg 11 Weinmeisterhornweg 210 (Lage) | Gutshaus Amalienhof Bestandteil des Ensembles: Gut Amalienhof                                     | Vorhof, Wege und Pflanzenrondell |      |
| 09085025 | Reimerweg 11 Weinmeisterhornweg 210 (Lage) | Gutshaus Amalienhof Bestandteil des Ensembles: Gut Amalienhof                                     | Östliches Gutstor, 1882–1883 |      |
| 09080604 | Schulstraße 3–4 (Lage)                     | Schule                                                                                            | um 1897–1898 |      |
| 09080606 | Staakener Feldstraße 414 (Lage)            | Bogendachhalle                                                                                    | 1941 |      |
| 09080607 | Staakener Feldstraße 8 (Lage)              | Linden-Grundschule                                                                                | 1933–1937 |      |
| 09080607 | Staakener Feldstraße 8 (Lage)              | Denkmalverlust: Anbau                                                                             | Abriss vor 2000 |      |

## Gartendenkmale
| Nr.      | Lage | Offizielle Bezeichnung                                                                | Bestandteile                                                                                     | Bild |
| -------- | --- | ------------------------------------------------------------------------------------- | ------------------------------------------------------------------------------------------------ | ---- |
| 09046198 | Am Heideberg Am Kleinen Platz Am Krug Am Krummen Weg Am Kurzen Weg Am Langen Weg Beim Pfarrhof Eichholzbahn Eschenwinkel Finkenkruger Weg Hackbuschstraße Heidebergplan Kirchplatz Torweg Ungewitterweg Zwischen den Giebeln (Lage) | Öffentliche und gemeinschaftliche Grünanlagen der Gartenstadt Staaken mit Gasleuchten | 1914–1917 von Ludwig Lesser; Erweiterung 1926–1929 (siehe auch Gesamtanlage Gartenstadt Staaken) |      |

## Ehemalige Denkmale
| Nr.       | Lage                                | Offizielle Bezeichnung                            | Bestandteile | Bild            |
| --------- | ----------------------------------- | ------------------------------------------------- | --- | --------------- |
| 09080601  | Isenburger Weg 18 Torweg 124 (Lage) | Gedenkstein für Ernst Thälmann                    | Das Ernst-Thälmann-Denkmal wurde zur Zeit der Zugehörigkeit von West-Staaken zur DDR 1958 errichtet (unbekannter Künstler). Im Winter 2003/2004 wurde es von der Verwaltung des Bezirks demontiert und auf die Zitadelle Spandau gebracht. Das Gelände ist heute mit Einfamilienhäusern bebaut. | Bild gesucht BW |
| unbekannt | Schulstraße 62 (Lage)               | Mühlengehöft mit Wohnhaus und Lehmfachwerkscheune | um 1850; Denkmalschutz nach 2001 aufgehoben, Abriss 2010 | Bild gesucht BW |